# 查尔·杜兰剧院
查尔·杜兰剧院（Théâtre Charles Dullin）是法国奥弗涅-罗讷-阿尔卑斯大区萨瓦省城市尚贝里的一座剧院，位于市中心的剧院广场（Place du Théâtre），得名于戏剧家查尔·杜兰。
现在的剧院是1864-1867年重建的。旧剧院建于1824年，被大火烧毁，只有立面下部的拱门保留了下来。新旧建筑使用的材料有所差异，形成两种不同的色调。
1984年，该建筑列为法国历史遗迹。
查尔·杜兰剧院位于尚贝里中世纪城门蒙美利安门（porte de Montmélian）的遗址上。

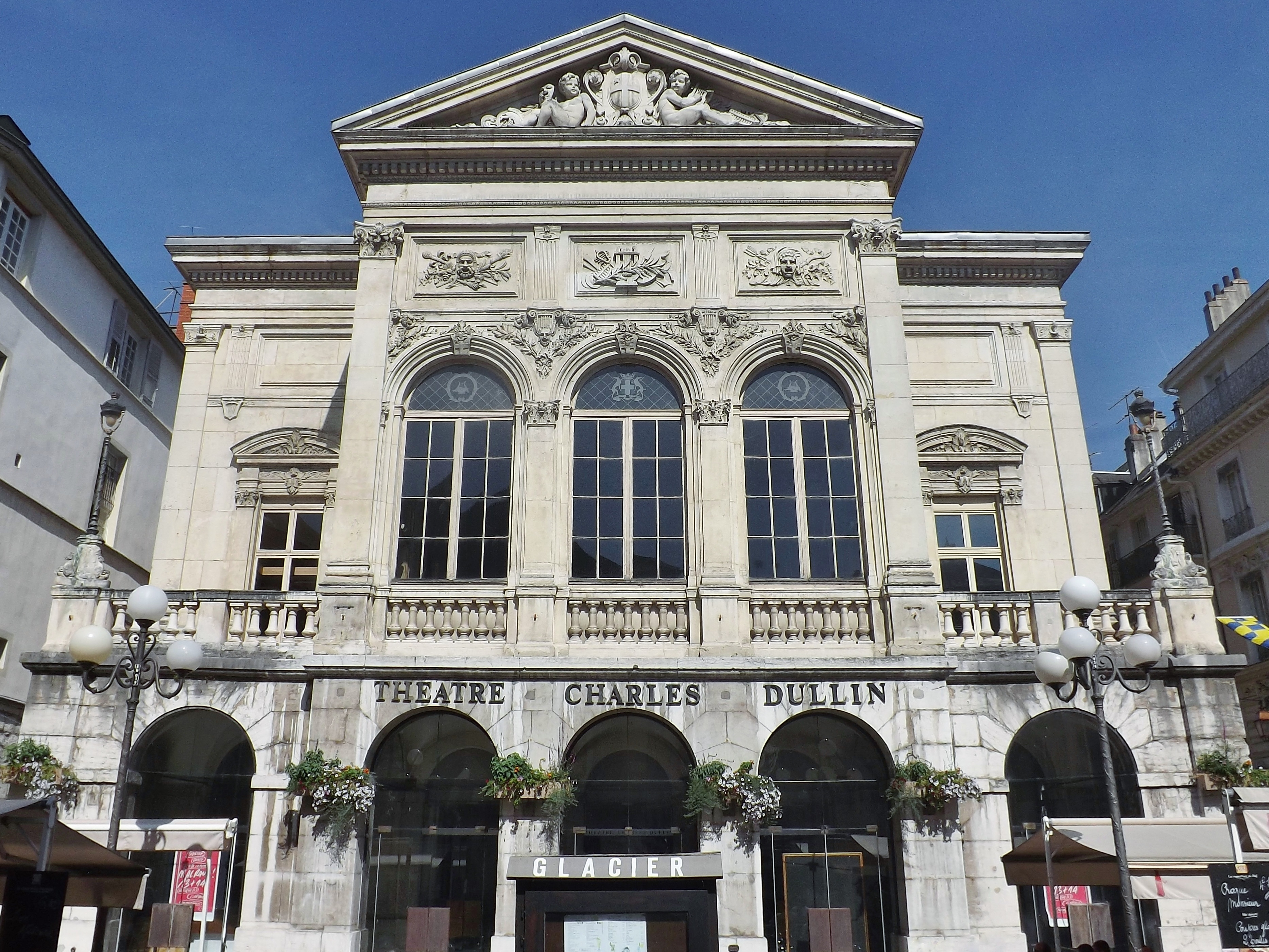
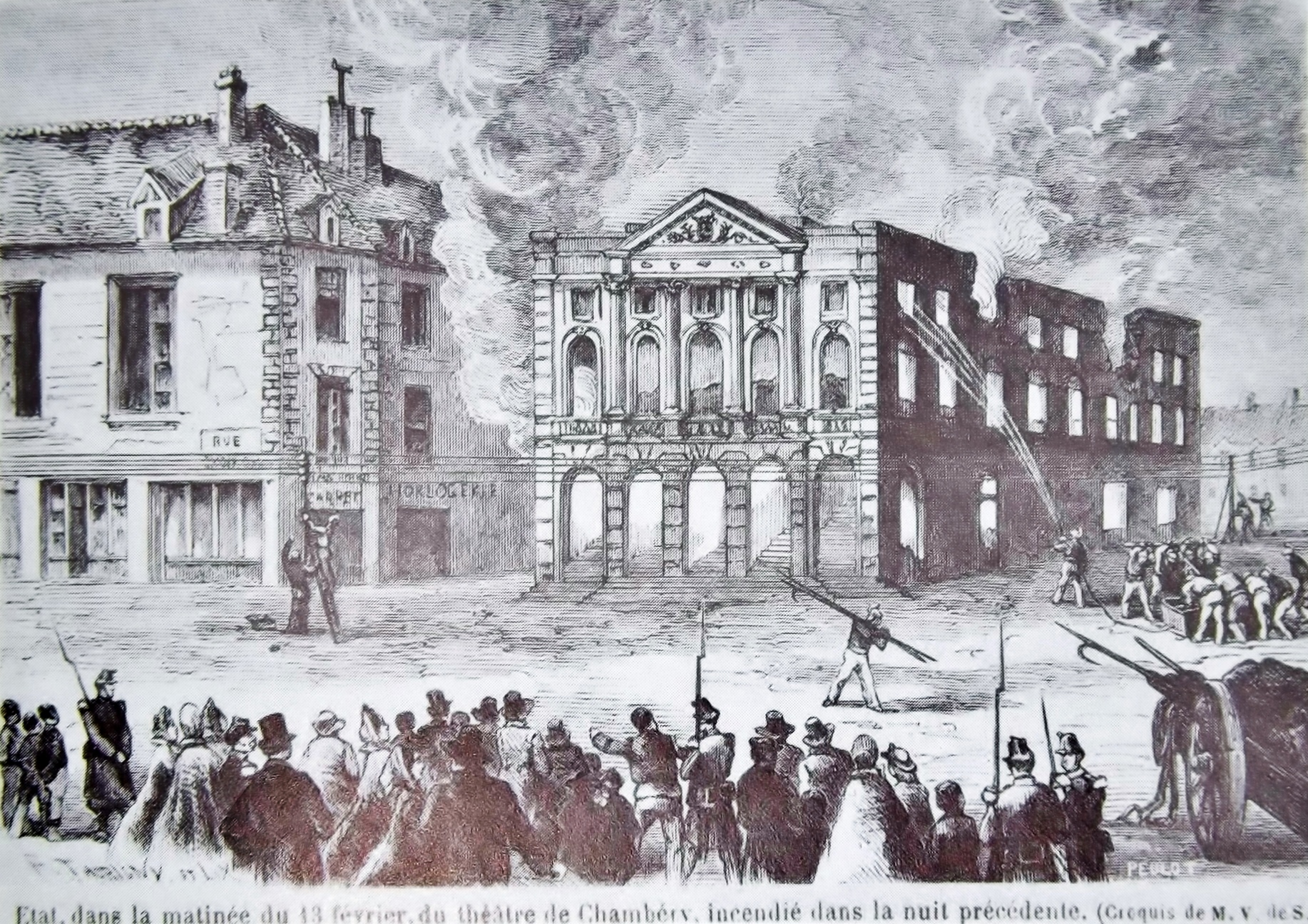
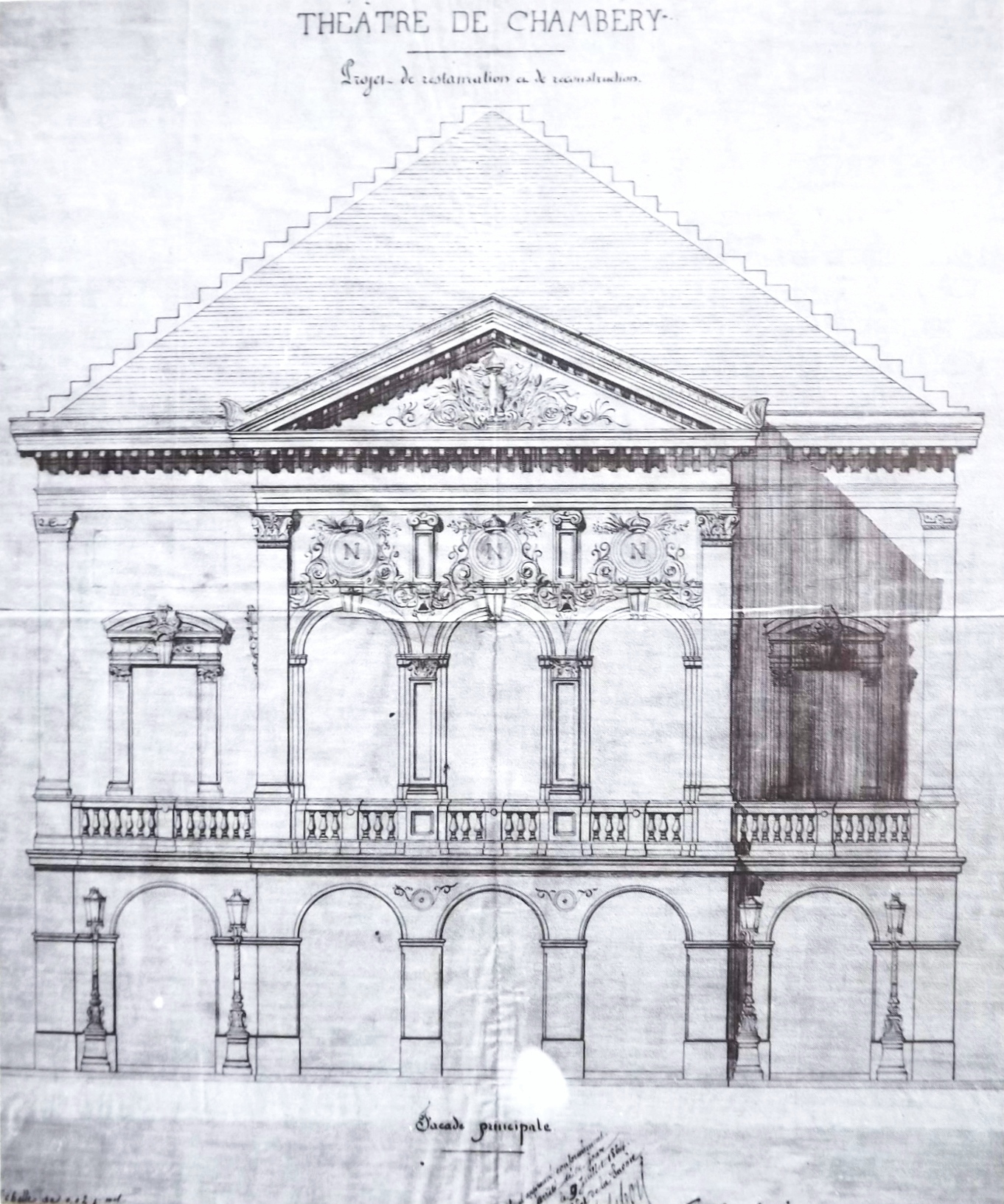
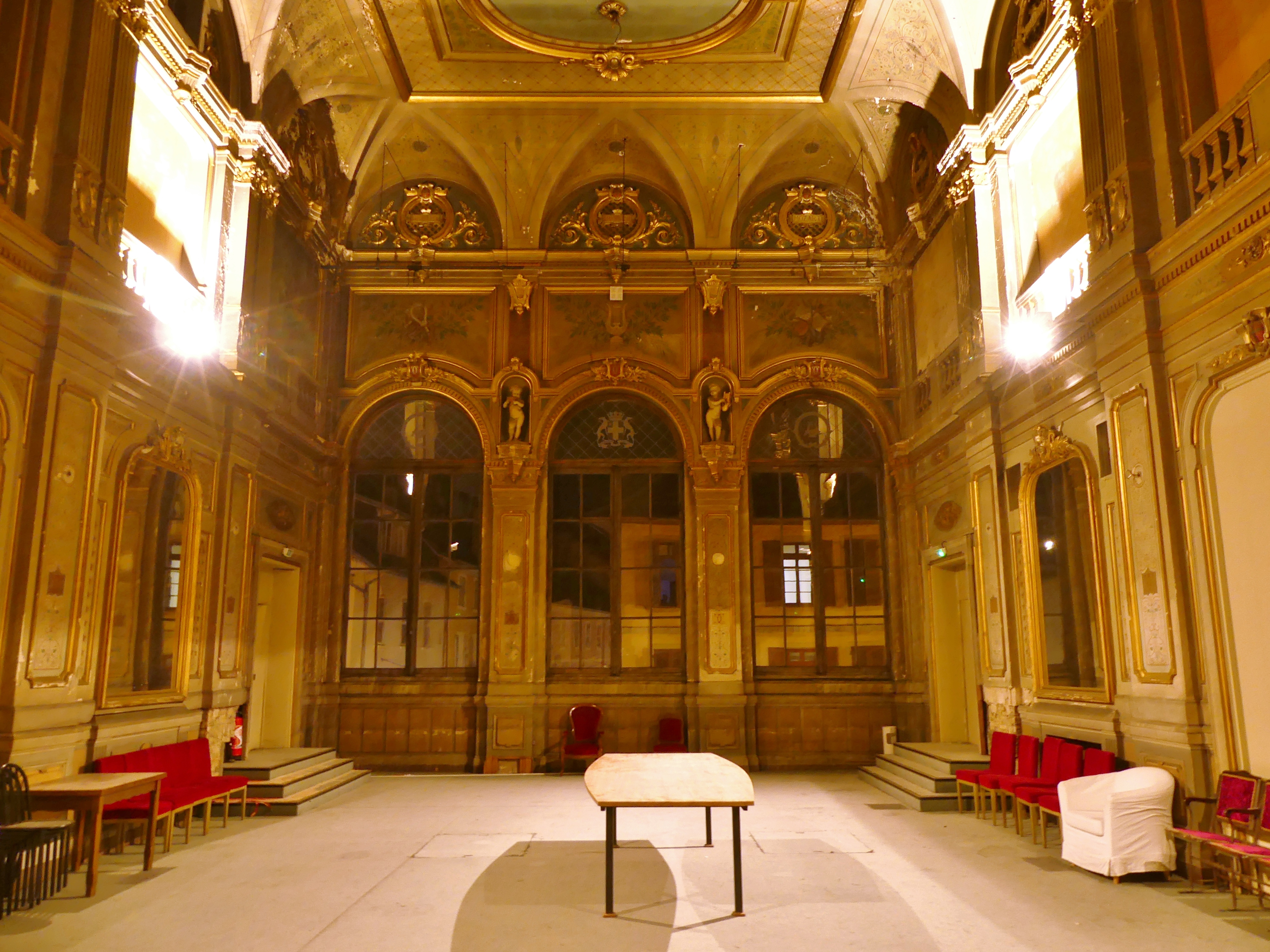
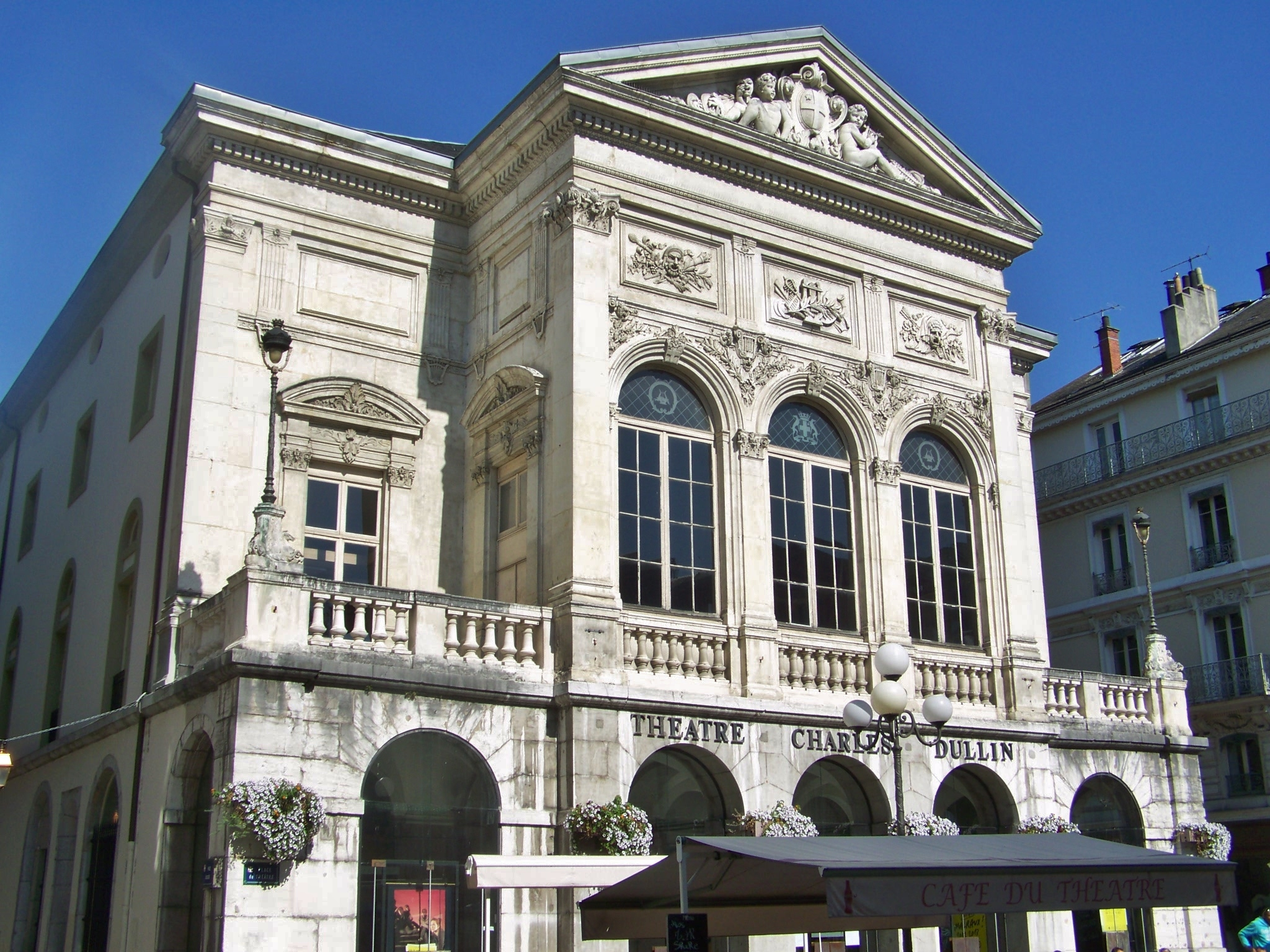
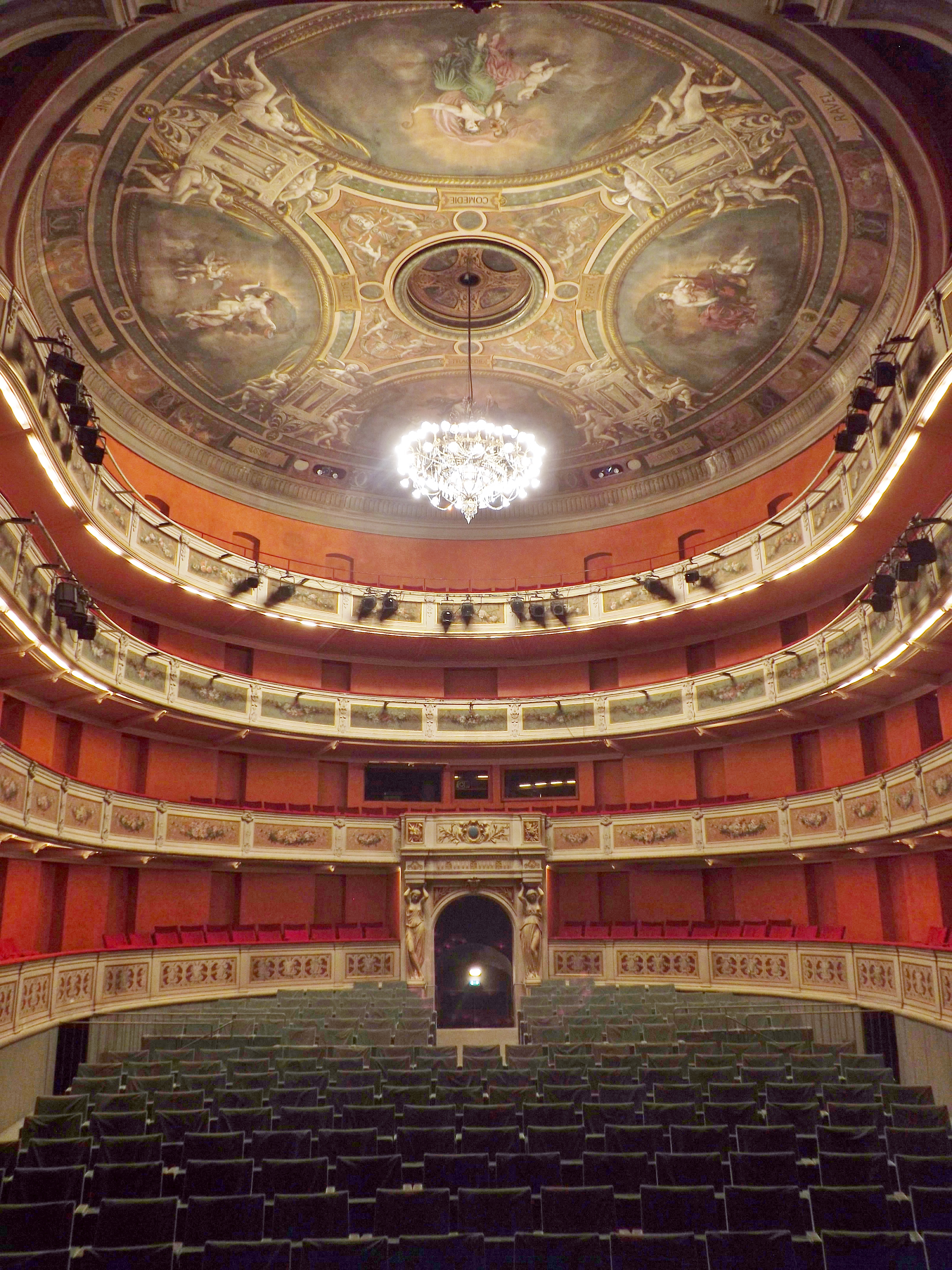
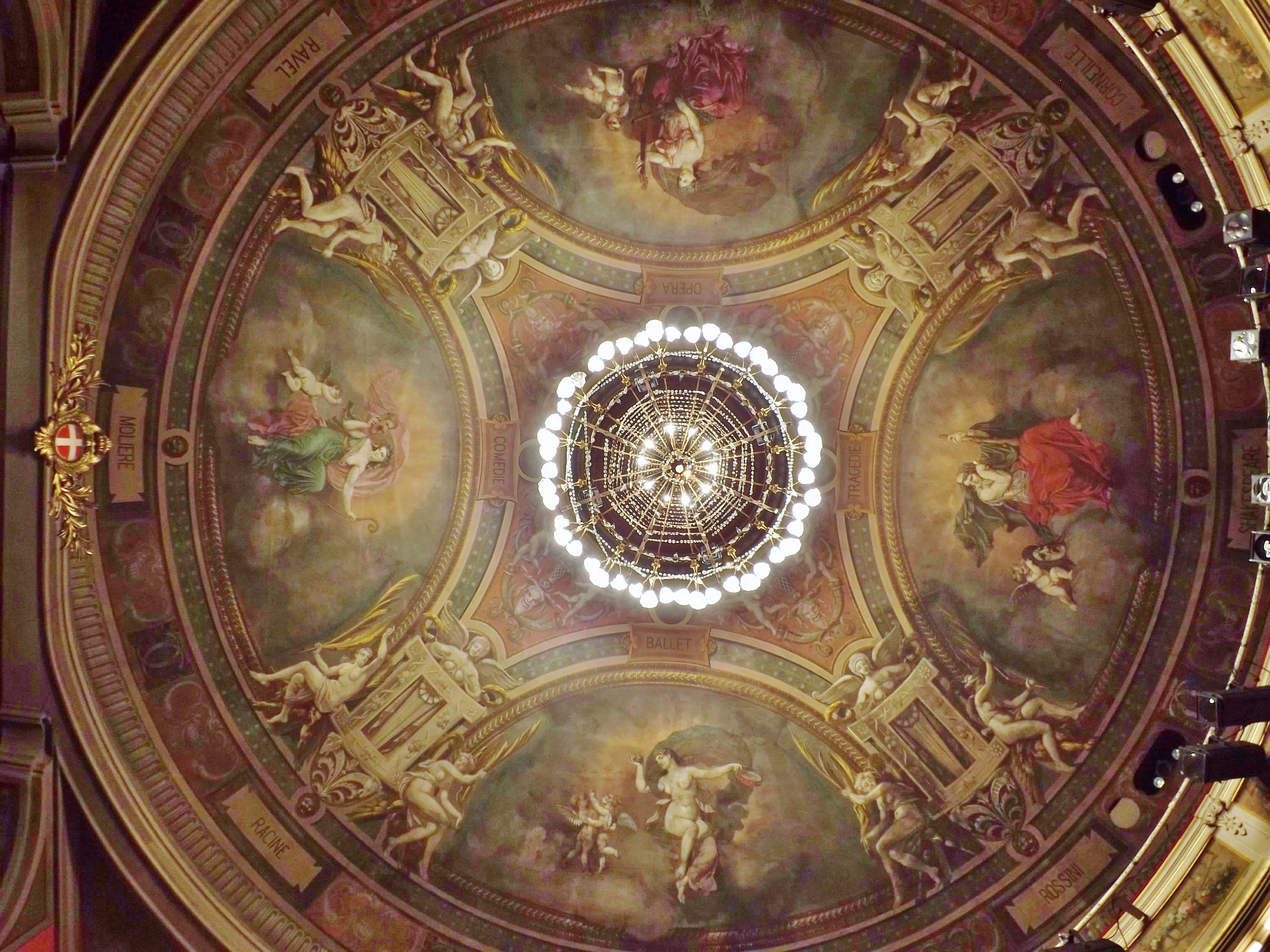
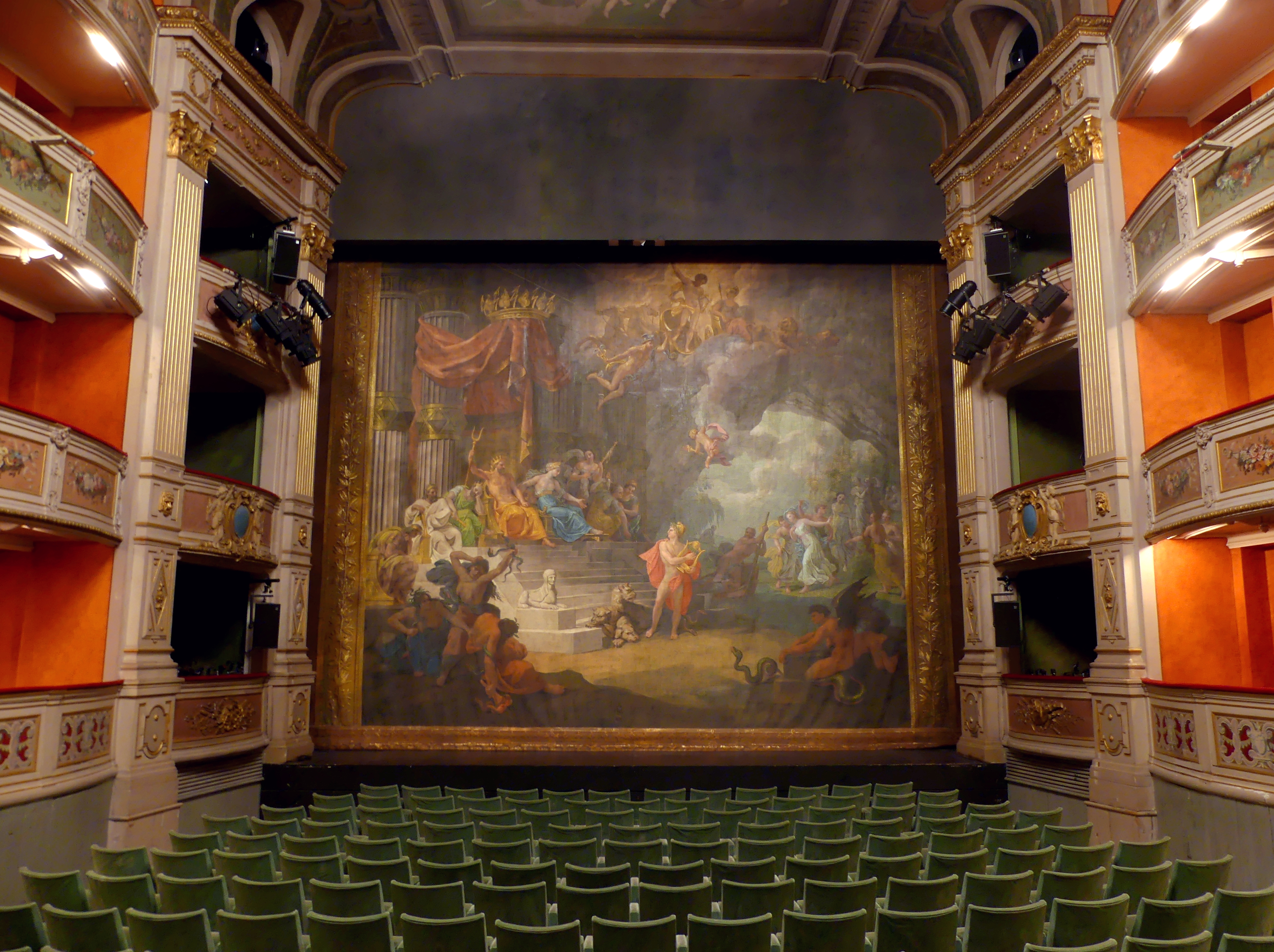
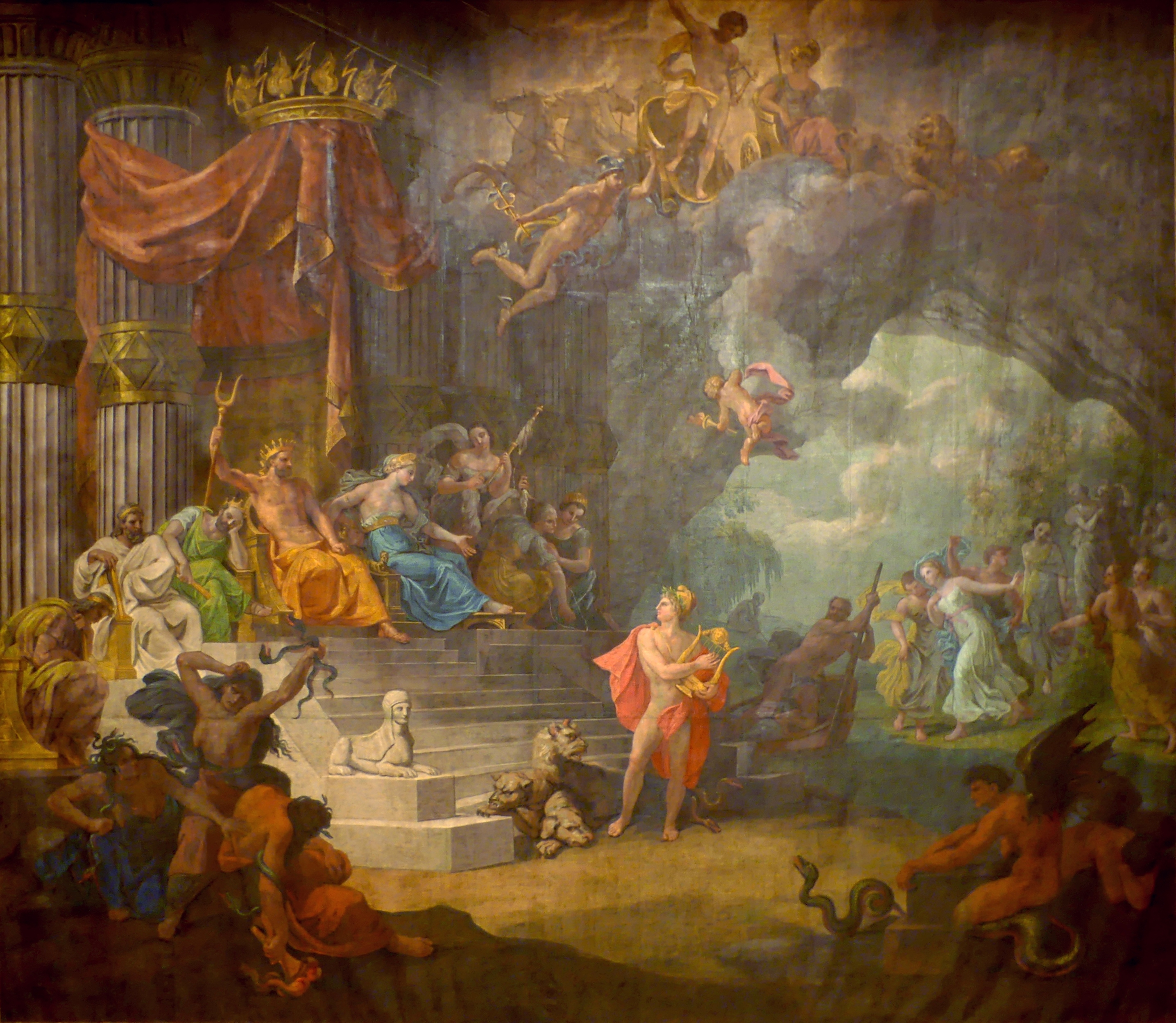